# 野甫島
26°59′41″N 127°55′13″E / 26.99472°N 127.92028°E
野甫島（日语：／ Noho-jima、琉球語：／ ）是沖繩縣島尻郡伊平屋村所屬的一個島嶼，位於伊平屋島南端米崎以西約500公尺位置。
面積1.08平方公里，周長4.82公里，標高43公尺。截止2012年4月人口共111人。為四角形狀的平坦丘陵島，其構成為琉球石灰岩。島上生產的石灰岩常常被作為石墻和墓碑的材料。